# Albrecht II van Brunswijk-Grubenhagen
Albrecht II van Brunswijk-Grubenhagen (1 november 1419 - 15 augustus 1485) was van 1427 tot aan zijn dood hertog van Brunswijk-Grubenhagen. Hij behoorde tot het huis Welfen.

## Levensloop
Albrecht was de derde zoon van hertog Erik I van Brunswijk-Grubenhagen en diens echtgenote Elisabeth, dochter van hertog Otto I van Brunswijk-Göttingen.
Na de dood van zijn vader in 1427 erfde hij samen met zijn oudere broers Hendrik III en Ernst II het hertogdom Brunswijk-Grubenhagen. Omdat de drie broers toen nog minderjarig waren, werden ze tot in 1437 onder het regentschap van hertog Otto II van Brunswijk-Osterode geplaatst. In 1437 werd zijn oudste broer Hendrik III volwassen verklaard, waarna Albrecht en Ernst tot in 1440 onder zijn regentschap stonden. 
Nadat de drie broers allemaal volwassen waren verklaard, bleven ze Brunswijk-Grubenhagen gezamenlijk besturen. Dit bleef zo tot in 1464, toen zijn oudste broer Hendrik III stierf en zijn broer Ernst II na de dood van Hendrik toetrad tot de clerus.  Vervolgens werd Brunswijk-Grubenhagen gezamenlijk bestuurd door Albrecht en zijn neef Hendrik IV, de zoon van Hendrik III. Omdat Hendrik IV nog minderjarig was, werd hij tot in 1479 onder het regentschap van Albrecht geplaatst.
Albrecht II was meermaals betrokken bij vetes. Zo brak er in 1477 een vete uit tussen de stadsbewoners van Einbeck (de hoofdstad van Brunswijk-Grubenhagen) en hertog Willem van Brunswijk-Göttingen. In 1479 stond Willem met een leger voor de stadspoorten van Einbeck. Het leger dat de stadsbewoners van Einbeck had opgericht werd compleet verslagen: 300 burgers sneuvelden en 800 burgers werden gevangengenomen. Vervolgens vond in Göttingen op 5 december 1479 een verzoeningsgesprek plaats tussen Albrecht en Willem. De stad Einbeck moest echter 30.000 gulden betalen voor de vrijlating van hun gevangengenomen burgers en aanvaarden dat ze onder de bescherming van Willem werden geplaatst.
Nadat Hendrik IV in 1479 volwassen werd verklaard, beslisten Albrecht en zijn neef om Brunswijk-Grubenhagen onderling te verdelen. Albrecht behield daarbij het kasteel Harzburg en het kasteel Osterode en Hendrik IV kreeg het kasteel Heldenburg. Albrecht II en Hendrik IV bleven wel gezamenlijk de steden Einbeck en Osterode besturen.
In 1485 stierf Albrecht. Hij werd begraven in de stad Osterode.

## Huwelijk en nakomelingen
Albrecht huwde op 15 oktober 1471 met Elisabeth (1455-1513), dochter van graaf Wolrad I van Waldeck. Ze kregen vier kinderen:
- Sophia (1474-1481)
- Filips I (1476-1551), hertog van Brunswijk-Grubenhagen
- Ernst (1477-1485)
- Erik II (1478-1532), bisschop van Osnabrück en Paderborn en bisschop van Münster